# Stazione di Cecchina-Genzano
Stazione di Cecchina-Genzano 1938-ban bezárt vasútállomás Olaszországban, Albano Laziale településen.

## Vasútvonalak
Az állomást az alábbi vasútvonalak érintették:
- Albano–Nettuno-vasútvonal

## Kapcsolódó állomások
A vasútállomáshoz az alábbi állomások vannak a legközelebb:
- Stazione di Aprilia
- Stazione di Albano Laziale